# Édouard Ramonet
Édouard Ramonet, né le 14 juin 1909 à Cerbère (Pyrénées-Orientales) et mort le 4 août 1980 à Paris, est un homme politique français.

## Biographie
Agrégé d'italien (1941), Édouard Ramonet a été professeur d’Université à Caen, directeur de recherche  et directeur de l’Institut français de Porto. Il  a mené une active campagne au Portugal pour le ralliement à la « France libre ».  Après sa carrière politique, il se retire dans les Pyrénées qui l'ont vu naître.
Député indépendant  radical-socialiste de l'Indre de 1945 à 1958, il fut président de la Commission des Affaires économiques de l’Assemblée nationale de 1951 à 1957, puis ministre du Commerce et de l'Industrie en 1958. Candidat aux législatives de 1958 dans la première circonscription de l'Indre sous l'étiquette du Centre républicain, Edouard Ramonet sera battu par le socialiste Louis Deschizeaux. 
Édouard Ramonet a appartenu à l’aile droite du Parti radical et lors de la scission de ce parti en 1956, il rallia la tendance dirigée par Henri Queuille et André Morice et rejoignit le  Parti Radical-Socialiste, devenu Parti de la Gauche Démocratique et Radicale-Socialiste (PGDRS) en janvier 1958, à l'origine du Centre républicain en septembre de la même année. Ramonet sera le vice-président du Parti Radicale-Socialiste avant d'occuper la même fonction au sein du Centre républicain à partir de septembre 1958.
Il fut maire de Châteauroux de 1947 à 1959. Candidat à sa propre succession en 1959, il sera, comme aux législatives de 1958, à nouveau battu par Louis Deschizeaux.
Édouard Ramonet se présentera une dernière fois aux élections législatives de 1967 dans la première circonscription des Pyrénées-Orientales, département qui l'avait vu naître cinquante huit ans plus tôt. Se présentant comme Candidat de large union républicaine, il sera éliminé dès le premier tour du scrutin.

## Décoration
- Commandeur de l'ordre de l'Économie nationale (1955)[3]

## Fonctions gouvernementales
- Secrétaire d'État aux Affaires économiques du gouvernement Maurice Bourgès-Maunoury (du 13 juin au 30 septembre 1957)
- Secrétaire d'État au Commerce et à l’Industrie du gouvernement Charles de Gaulle (3) (du 1er au 9 juin 1958)
- Ministre du Commerce et de l’Industrie du gouvernement Charles de Gaulle (3) (du 9 juin 1958 au 9 janvier 1959)